# Mikva
Mikva je manjši potok, ki se v bližini naselja Sevnica kot desni pritok izliva v reko Savo. 